# Seifersdorf (Hartha)

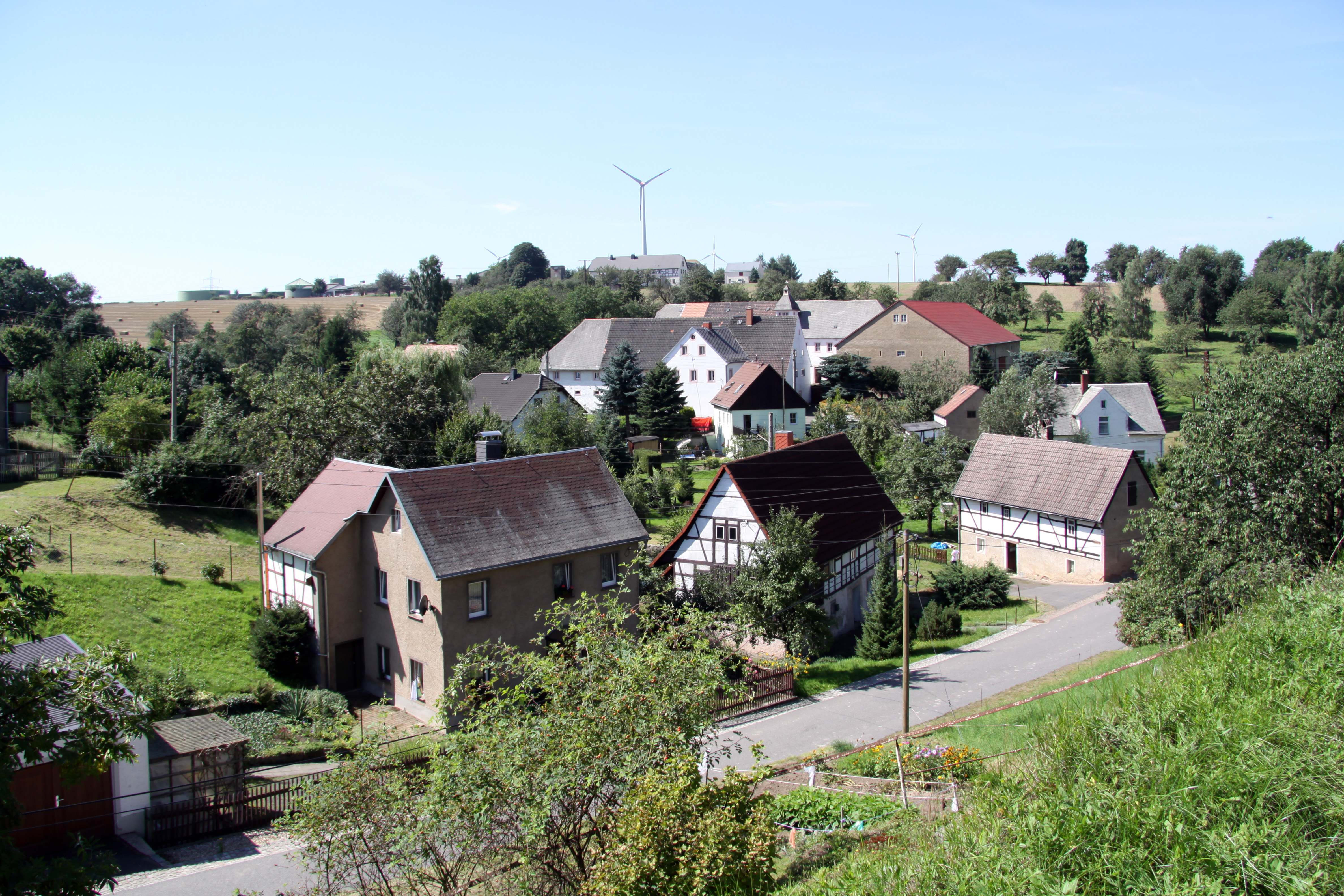
Seifersdorf, Blick von der Kirche auf den Ort

Seifersdorf ist ein Ortsteil der sächsischen Kleinstadt Hartha im Landkreis Mittelsachsen. 1964 hatte der Ort 175 Einwohner. 1968 wurde er nach Schönerstädt eingemeindet, 1978 gehörte er zu Gersdorf, seit 2004 zu Hartha.

## Geschichte
Seifersdorf entstand im 12. Jahrhundert im Zuge des Landesausbaus im Pleißenland. Es unterstand den Burggrafen von Leisnig.
1215 wurde bei der Bestätigung der Übertragung der Parochie Leisnig an das Kloster Buch durch den Bischof von Meißen eine Kapelle und der Zehnt in Siuirdisdorf als Zubehör der Ausstattung der Leisniger Kirche genannt. Der Zehnt sollte dem Pfarrer von Leisnig direkt zustehen.
1339 bat der Abt von Buch als Inhaber des ius patronatus für Seifersdorf den Bischof von Meißen, die Parochien Schönerstädt und Seifersdorf zu vereinigen. Dieselbe Bitte kam auch von der Äbtissin von Geringswalde für die Kirche in Schönerstädt.
1340 vereinigte der Bischof von Meißen die Parochien Schönerstädt und Seifersdorf unter dem Pfarrer von Schönerstädt, Johannes von russewin; nach dessen Tode oder Resignation sollten beide Konvente ihre Patronatsrechte wieder wahrnehmen. 1355 ist Johannes von Russewin als Kaplan der Burggrafen von Leisnig genannt.
1378 wird im Registrum dominorum nur gesagt, dass Syfirstorf et Meynic zum Gericht in Leisnig gehören, weitere Abgaben werden nicht genannt. 1548 nennt das Amtserbbuch von Leisnig zu Seifersdorf „15 besessene Mann, darunter 2 Gärtner, die sind alle dem Amt Leisnig lehen- und zinsbar“ mit 16 Hufen. Das Amt Kloster Buch hat nur einen Getreidezins abzuholen. Obergericht und Erbgericht gehörten ins Amt Leisnig. Kirchlich gehörte der Ort 1548 zu Gersdorf, nach 1860 wieder zu Schönerstädt, ab 1927 zu Leisnig, seit 2001 wieder zu Gersdorf.
Bei Kamprad kann man sich ein Bild von den ärmlichen Schulverhältnissen um 1750 machen, wie auch in der Sächsischen Kirchengalerie.